# Wereldbeker schaatsen 2008/2009 - Wereldbeker 1
De Wereldbeker schaatsen 2008/09/Wereldbeker 1 werd gehouden van vrijdag 7 november tot en met zondag 9 november in het Sportforum Hohenschönhausen in Berlijn, Duitsland. Het driedaagse evenement was de opening van het wereldbeker seizoen 2008/2009.

## Wedstrijdschema
Hieronder het tijdschema van de wedstrijd, alle aangegeven tijdstippen zijn Midden-Europese Tijd.
| Datum      | Tijd  | Afstanden                                                                             |
| ---------- | ----- | ------------------------------------------------------------------------------------- |
| 7 november | 15:00 | 500 m vrouwen 500 m mannen 1500 m vrouwen 5000 m mannen                               |
| 8 november | 13:30 | 500 m vrouwen 500 m mannen 3000 m vrouwen 1500 m mannen                               |
| 9 november | 13:30 | 1000 m vrouwen 1000 m mannen Ploegenachtervolging vrouwen Ploegenachtervolging mannen |

## Nederlandse deelnemers
| Afstand | Geslacht | Deelnemers, A- of B-groep | Deelnemers, A- of B-groep | Deelnemers, A- of B-groep | Deelnemers, A- of B-groep | Deelnemers, A- of B-groep | Deelnemers, A- of B-groep | Deelnemers, A- of B-groep | Deelnemers, A- of B-groep | Deelnemers, A- of B-groep | Deelnemers, A- of B-groep |
| ------- | -------- | ------------------------- | ------------------------- | ------------------------- | ------------------------- | ------------------------- | ------------------------- | ------------------------- | ------------------------- | ------------------------- | ------------------------- |
| 500m    | Mannen   | Smeekens                  | A                         | Kuipers                   | A                         | Tuitert                   | A                         | Groothuis                 | A                         | Nijenhuis                 | A                         |
| 500m    | Vrouwen  | Gerritsen                 | A                         | Boer                      | A                         | Oenema                    | B                         | Timmer                    | A                         | Bruintjes                 | B                         |
|         |          |                           |                           |                           |                           |                           |                           |                           |                           |                           |                           |
| 1000m   | Mannen   | Groothuis                 | A                         | Wennemars                 | A                         | Tuitert                   | A                         | Kuipers                   | A                         | Bos                       | A                         |
| 1000m   | Vrouwen  | Gerritsen                 | A                         | Bruintjes                 | A                         | Van Riessen               | A                         | Wüst                      | A                         | Leenstra                  | A                         |
|         |          |                           |                           |                           |                           |                           |                           |                           |                           |                           |                           |
| 1500m   | Mannen   | Kramer                    | A                         | Tuitert                   | A                         | Kuipers                   | A                         | Wennemars                 | A                         | Groothuis                 | A                         |
| 1500m   | Vrouwen  | Van Deutekom              | A                         | Wüst                      | A                         | Leenstra                  | A                         | De Vries                  | A                         | Van Riessen               | A                         |
|         |          |                           |                           |                           |                           |                           |                           |                           |                           |                           |                           |
| 5000m   | Mannen   | Kramer                    | A                         | Verheijen                 | A                         | Olde Heuvel               | A                         | De Jong                   | A                         | Bloemen                   | A                         |
| 3000m   | Vrouwen  | Groenewold                | A                         | Smit                      | A                         | Valkenburg                | A                         | Voorhuis                  | A                         | De Vries                  | A                         |

De beste Nederlander per afstand is dik gedrukt

## Podia

### Mannen
| Event:                       | Goud:                                           | Tijd    | Zilver:                                            | Tijd    | Brons:                                                 | Tijd    |
| 500 m (vrijdag) details      | Keiichiro Nagashima Japan                       | 34,92   | Pekka Koskela Finland                              | 34,99   | Lee Kyou-hyuk Zuid-Korea                               | 35,01   |
| 500 m (zaterdag) details     | Joji Kato Japan                                 | 34,70   | Yu Fengtong China                                  | 35,07   | Mika Poutala Finland                                   | 35,13   |
| 1000 m details               | Stefan Groothuis Nederland                      | 1.09,13 | Shani Davis Verenigde Staten                       | 1.09,15 | Simon Kuipers Nederland                                | 1.09,30 |
| 1500 m details               | Sven Kramer Nederland                           | 1.45,69 | Erben Wennemars Nederland                          | 1.45,85 | Simon Kuipers Nederland                                | 1.45,95 |
| 5000 m details               | Sven Kramer Nederland                           | 6.15,74 | Håvard Bøkko Noorwegen                             | 6.20,03 | Carl Verheijen Nederland                               | 6.20,87 |
| Ploegenachtervolging details | Canada Denny Morrison Lucas Makowsky Steven Elm | 3.47,29 | Duitsland Jörg Dallmann Robert Lehmann Marco Weber | 3.47,37 | Japan Teruhiro Sugimori Hiroki Hirako Shigeyuki Dejima | 3.48,02 |

### Vrouwen
| Event:                       | Goud:                                                   | Tijd    | Zilver:                                                    | Tijd    | Brons:                                                                  | Tijd    |
| 500 m (vrijdag) details      | Jenny Wolf Duitsland                                    | 37,75   | Wang Beixing China                                         | 37,75   | Lee Sang-hwa Zuid-Korea                                                 | 38,12   |
| 500 m (zaterdag) details     | Wang Beixing China                                      | 37,91   | Jenny Wolf Duitsland                                       | 37,95   | Lee Sang-hwa Zuid-Korea                                                 | 38,26   |
| 1000 m details               | Christine Nesbitt Canada                                | 1.16,86 | Shannon Rempel Canada                                      | 1.17,11 | Laurine van Riessen Nederland                                           | 1.17,21 |
| 1500 m details               | Kristina Groves Canada                                  | 1:57,65 | Brittany Schussler Canada                                  | 1:57,74 | Shannon Rempel Canada                                                   | 1:58,04 |
| 3000 m details               | Martina Sáblíková Tsjechië                              | 4.03,70 | Daniela Anschütz Duitsland                                 | 4.07,08 | Masako Hozumi Japan                                                     | 4.07,92 |
| Ploegenachtervolging details | Nederland Renate Groenewold Ireen Wüst Diane Valkenburg | 3.04,34 | Duitsland Daniela Anschütz Claudia Pechstein Lucille Opitz | 3.04,51 | Verenigde Staten Nancy Swider-Peltz, Jr. Catherine Raney Mia Manganello | 3.05,68 |